# Itonia percutiens
Itonia percutiens är en fjärilsart som beskrevs av Walker 1858. Itonia percutiens ingår i släktet Itonia och familjen nattflyn. Inga underarter finns listade i Catalogue of Life.